# Erwin Vann
Erwin Vann (* 17. Dezember 1963 in Antwerpen) ist ein belgischer Jazzmusiker (Sopran- und Tenorsaxophon, auch Flöte, Komposition).

## Leben und Wirken
Vann interessierte sich seit seiner Jugend für Jazz. Nach acht Jahren Ausbildung in klassischer Musik entschied er, sich ganz dem Jazz zu widmen. 1988 und 1991 studierte er bei Steve Coleman, Dave Holland, Muhal Richard Abrams, Kenny Wheeler und Julian Priester. Auch absolvierte er bei Workshops und Meisterklassen am Banff Centre for the Arts (Kanada), bei David Liebman und bei Joe Lovano, der 1986 eine Komposition Vanns auf seinem Album Solid Steps (1986, Jazz Club Records) aufgenommen hat.
Seit 1985 arbeitet Vann als Profimusiker; er war regelmäßig für die belgischen Radio- und Fernsehanstalten VRT und RTBF als Solist, Komponist, Studiomusiker und Mitglied der Jazzorchester aktiv. Er arbeitete mit Musikern wie Toots Thielemans, Aldo Romano, Wayne Shorter, Eric Legnini, Michel Benita, Karl Berger, Michel Herr, Nguyên Lê, Simon Goubert, Bobby Previte, Rita Marcotulli oder Paul van Kemenade und trat auf großen Festivals wie dem Festival International de Jazz de Montréal oder dem North Sea Jazz Festival auf.  
1990 gründet Vann sein eigenes Trio mit Michel Hatzigeorgiou und Dré Pallemaerts; dessen erstes Album Some Sounds (Jazz Club Records) wurde von Jazz in Time und der französischen Handelskette FNAC als „Aufnahme des Monats“ bewertet. Seit 1996 lädt das Trio Gitarristen wie Pete McCann, Marc Ducret oder Jacques Pirotton ein oder arbeitete, erweitert um den Pianisten Christoph Erbstösser, später um Jozef Dumoulin als Quartett. 1998 entstand zusammen mit Dré Pallemaerts (Schlagzeug, Sampling, Programmierung) und Otti Van der Werf (E-Bass, Effekte) als Drum-’n’-Bass-Projekt  die Gruppe Mother. Unter dem Titel Ko-Ya präsentierte er Solokonzerte, in denen er das Saxophon mit Live-Elektronik und verschiedenen Effekten kombinierte. Weiterhin ist er auf Alben von Paolo Fresu (Wanderlust), Bruno Castellucci (Stringtet), Lindsey Horner (Mercy Angel, Believers), Eric van der Westen (The Working Dreamer), Hein van de Geyn (The North Sea Jazz Tentet) zu hören.
Als Komponist arbeitete er auch für das Brussels Jazz Orchestra; zudem schrieb er Filmmusik und zeitgenössische Klaviermusik.
Vann unterrichtete zunächst als Hochschullehrer an den Königlichen Konservatorien Brüssel und Gent. Heute unterrichtet er Saxophon und Harmonielehre an den Konservatorien von Luxemburg und Antwerpen und wird regelmäßig zu Jazzseminaren in Belgien und im Ausland eingeladen.

## Preise und Auszeichnungen
Vann wurde 1989 bei der Brussels Jazz Rallye zum „besten Solisten“ gewählt. 1995 erhielt er den SPES-Preis für Worlds, ein Projekt mit eigenen Kompositionen für ein großes Ensemble mit Kenny Wheeler und Norma Winstone (CD erschien 1999 auf JAS Records). Er wurde im Hörerpoll der belgischen Rundfunkanstalten zum „besten belgischen Tenorsaxophonisten des Jahres 1998“ gewählt.